# Tangenziale di Bari
La Tangenziale di Bari è un tratto della strada statale 16 Adriatica tangente la città di Bari di cui costituisce l'asse di scorrimento esterno principale. Classificata come viabilità ordinaria, è in parte inclusa nell'itinerario europeo E55. La tangenziale di Bari non costituisce una strada a sé con propria numerazione. Gli svincoli sono dotati di numero progressivo.

## Storia
Nel 1963 iniziarono i lavori per la costruzione del primo tratto di quella che venne chiamata circonvallazione cittadina e nel 1965 fu inaugurato il segmento Fesca-Picone. Questo primo tratto venne presto seguito dai collegamenti tra Fesca e Palese e tra Picone e Torre a Mare: fu così creata una cintura stradale che consentì immediatamente una notevole riduzione del traffico.
All'inizio degli anni 70 furono completati alcuni sovrappassi che permisero di eliminare molti degli incroci a raso più pericolosi, nel 1977 venne installato uno spartitraffico centrale. 

## Descrizione
La tangenziale è provvista di sistemi di video sorveglianza e di appositi cartelli luminosi, è interamente illuminata e il manto stradale è realizzato con asfalto drenante su tutto il percorso. Presenta 24 svincoli e si sviluppa con un tracciato in gran parte con 3 corsie per senso di marcia (dall'uscita 4 all'uscita 14, la cui terza corsia è stata realizzata tra il 1990 e il 1995) che serve sia il traffico di transito che di distribuzione. L'Anas investe ogni anno cifre notevoli per la manutenzione dell'arteria, che è fondamentale per i collegamenti con il porto e per raggiungere la Puglia meridionale. Tra maggio 2021 e febbraio 2022 l'intero impianto d'illuminazione fino all'uscita Bari Mungivacca è stato sostituito con lampade a LED, prevedendo anche l'aggiunta di nuove lampade in corrispondenza degli svincoli precedentemente privi d'illuminazione.
Il traffico intenso, che crea spesso rallentamenti su tutto il tracciato della tangenziale, s'intensifica soprattutto negli orari di punta e durante i fine settimana estivi in prossimità di tutte le uscite principali. Dalle rilevazioni effettuate dalla centrale operativa dell'Anas attraverso un sistema di spire collocate sotto l'asfalto di tutto il tracciato della tangenziale, il flusso del traffico è di oltre 80.000 attraversamenti al giorno.
Dalla tangenziale è possibile imboccare importanti arterie stradali:
- autostrada A14 per Bologna e Taranto;
- strada provinciale 231 (ex SS 98) per Modugno, Bitonto, Palo del Colle, Terlizzi, Corato, Andria e Cerignola;
- strada statale 100 di Gioia del Colle per Casamassima, Sammichele di Bari e Gioia del Colle;
- strada provinciale 236 (ex SS 271 ) per Bitritto, Sannicandro, Cassano delle Murge e Santeramo in Colle;
- strada statale 96 Barese per Modugno, Altamura e Gravina in Puglia e Matera.[6]

## Tracciato - (D94)
| Tangenziale di Bari |                 |                 |           |
| Uscita | ↓km↓            | ↑km↑            | Provincia |
| Foggia | 0,000 (789,300) | 29,3            | BA        |
| Bari Santo Spirito (Le Macchie Giovinazzo)                                                                                   | 0,500 (789,800) |                 | BA        |
| Bari San Pio (Enziteto) - Bari Santo Spirito Zona Catino                                                                     | 1,000 (790,300) |                 | BA        |
| Bari Santo Spirito - Bitonto (Strada Provinciale 91) Adriatica - Bologna-Taranto                                             | 1,900 (791,200) |                 | BA        |
| Bari San Paolo - Aeroporto Presidio ospedaliero San Paolo                                                                    | 3,300 (792,600) |                 | BA        |
| Bari Palese | 3,900 (793,200) |                 | BA        |
| Bari Via Nazionale (accesso D) - inversione di marcia Viabilità locale                                                       | 4,900 (794,200) |                 | BA        |
| Bari Via Napoli (accesso C) Viabilità locale                                                                                 | 5,200 (794,500) |                 | BA        |
| Bari Via Napoli (accesso B) Viabilità locale                                                                                 | 5,700 (795,000) |                 | BA        |
| Bari Via Napoli (accesso A) - inversione di marcia Viabilità locale                                                          | 6,400 (795,700) |                 | BA        |
| Bari Fesca Presidio ospedaliero San Paolo Bari San Paolo Bari San Girolamo                                                   |                 | 6,400 (796,100) | BA        |
| Bari Via Napoli Fiera del Levante Porto Arena della Vittoria                                                                 |                 |                 | BA        |
| Bari San Paolo - Viale Europa                                                                                                |                 |                 | BA        |
| Bari Zona commerciale - Viale Francesco Zippitelli - Viale Lorenzo Larocca                                                   |                 |                 | BA        |
| B Bari Zona industriale SS 96 Barese Superstrada Bari-Matera SP 231 Superstrada Bitonto-Andria Adriatica - Bologna-Taranto   |                 |                 | BA        |
| A Bari Stanic |                 |                 | BA        |
| D94 Bologna Napoli |                 |                 | BA        |
| Bari Santa Caterina - Carbonara - Modugno                                                                                    |                 |                 | BA        |
| B SS271 Cassano delle Murge Stadio San Nicola SP 236 Superstrada Bari-Bitritto Adriatica - Bologna-Taranto                   |                 |                 | BA        |
| A Bari Picone Azienda ospedale Policlinico Bari Fiera del Levante                                                            |                 |                 | BA        |
| Bari Poggiofranco Raccordo Giuseppe Rossi Viale Giuseppe Tatarella - Ponte Adriatico Fiera del Levante Porto                 |                 |                 | BA        |
| Bari Carrassi - Bari Carbonara Presidio ospedaliero Bari Sud                                                                 |                 |                 | BA        |
| Via Giuseppe Fanelli - SP80 per Valenzano                                                                                    |                 |                 |           |
| B Taranto SS 100 di Gioia del Colle - Taranto                                                                                |                 |                 | BA        |
| A Bari San Pasquale - Bari Mungivacca SS 100 di Gioia del Colle - Bari Ospedale Pediatrico Giovanni XIII Politecnico di Bari | (805,300)       |                 | BA        |
| A Bari Japigia - Via Caldarola                                                                                               |                 |                 | BA        |
| B Bari Japigia - Via Giorgio La Pira                                                                                         |                 |                 | BA        |
| Bari Japigia - Via Gentile                                                                                                   |                 |                 | BA        |
| Bari Japigia - Viabilità locale                                                                                              |                 |                 | BA        |
| Bari San Giorgio - Triggiano                                                                                                 |                 |                 | BA        |
| Bari Torre a Mare |                 |                 | BA        |
| Bari Torre a Mare - Noicattaro                                                                                               |                 |                 | BA        |
| Bari Torre a Mare - Parco Scizzo - Parchitello                                                                               |                 |                 | BA        |
| Lecce Brindisi | 29,3            | 0,0             | BA        |

### Progetti
Nel 2019 la Regione Puglia e il Ministero competente hanno stabilito il finanziamento per la costruzione di una variante di tracciato a est dell'uscita 13. La "bretella", di 17,5 km di lunghezza e 6 corsie di larghezza, ha la finalità di decongestionare i quartieri a est del centro cittadino (soprattutto San Giorgio - Torre a Mare), quasi "schiacciati" dall'infrastruttura. Contestualmente, la nuova strada si avvicina a quei centri dell'hinterland, sprovvisti di una grande viabilità (come Triggiano, Capurso e Noicattaro) e costretti a percorrere strade provinciali ormai intasate.